# Journal of the Northwestern Teachers College, Natural Science
Journal of the Northwestern Teachers College, Natural Science (abreviado J. Northw. Teachers Coll., Nat. Sci.) fue una revista con ilustraciones y descripciones botánicas que fue publicada en Lanzhou desde 1981 hasta 1988. Fue precedida por Journal of Gansu Teachers University (Natural Science) y reemplazado por Journal of the Northwestern Teachers University (Natural Science).